# Berlin-Mitte
Mitte („střed, centrum“) je centrální část (Ortsteil) Berlína. Do roku 2001 to byla autonomní část.
Zahrnuje historické centrum starého Berlína (Alt-Berlin) kolem kostelů Sv. Mikuláše a sv. Marie, Ostrova muzeí, červené radnice a četných hlavních turistických atrakcí města. Z těchto důvodů se Mitte považuje za „srdce“ Berlína.

## Historie

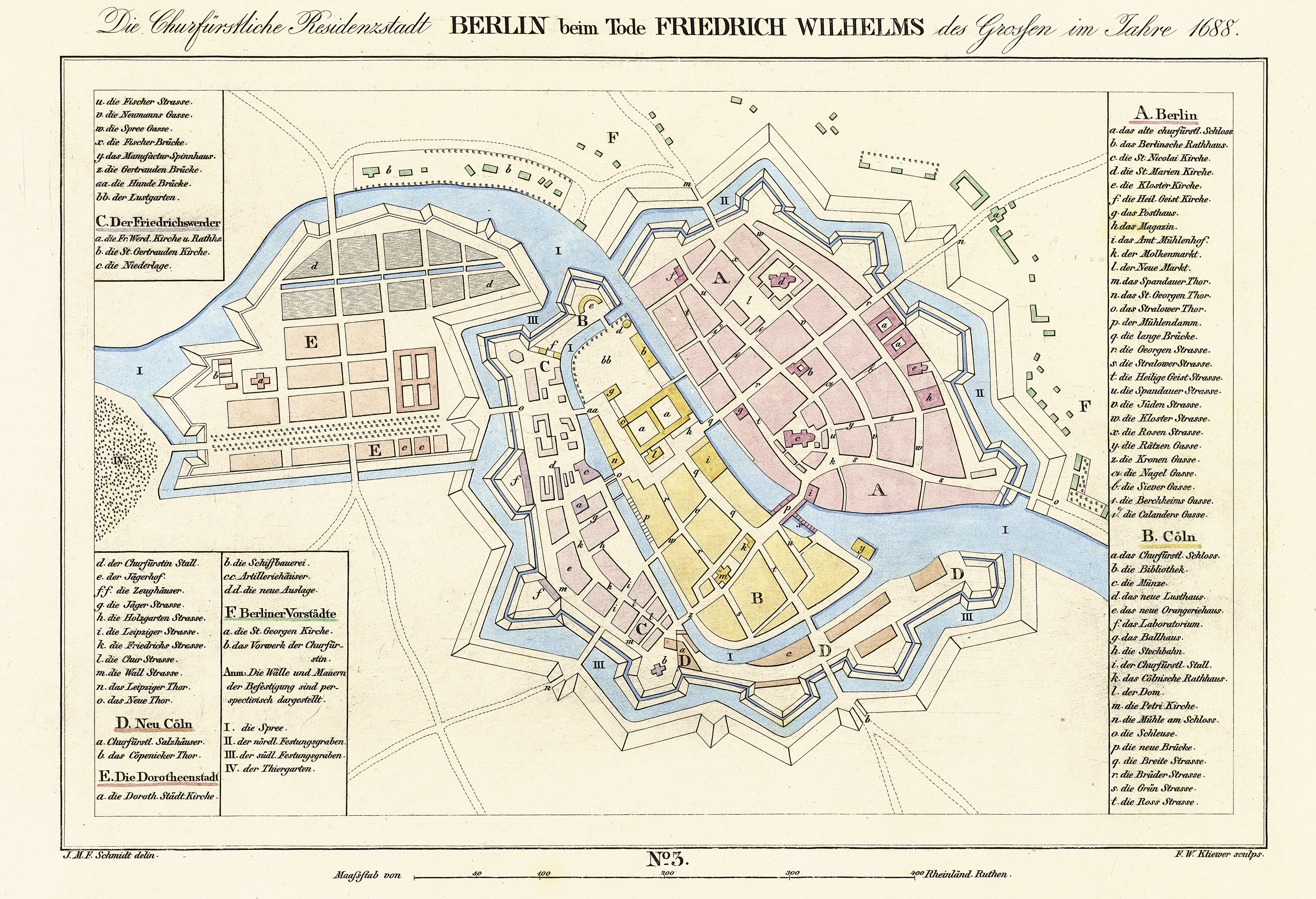
Mapa z roku 1688

Historie Mitte koresponduje s historií celého města až do začátku 20. století a s dohodou o větším Berlíně z roku 1920 se Mitte stalo prvním obvodem Berlína. Během druhé světové války bylo Mitte z ostatních částí města nejvíce zničeno.
Po územním rozdělení Sovětským svazem a Spojeným královstvím, které změnilo hranice západoberlínského britského sektoru v srpnu 1945, se západní část Staaken stala s platností od 1. února 1951 exlávou Mitte, v té době ještě obvodem Východního Berlína. Toto skončilo 1. ledna 1961, kdy byl západní Staaken začleněn do východoněmeckého Falkensee, které bylo de facto pod jeho samosprávou již od 1. června 1952.
Mezi lety 1961 a 1990 bylo Mitte, jako jeden z nejdůležitějších obvodů Východního Berlína, nacházející se v blízkosti všech třech západoberlínských sektorů města téměř úplně obklopeno Berlínskou zdí. Jedním z nejdůležitějších hraničních přechodů byl Checkpoint Charlie u Kreuzbergu.

## Geografie

### Lokalita
Nachází se v centru Berlína, převážně v jeho starém městě a protéká tudy řeka Spréva. Hraničí s lokalitami Tiergarten, Moabit, Wedding, Gesundbrunnen, Prenzlauer Berg (v městské části Pankow), Friedrichshain, a Kreuzberg (obě v městské části Friedrichshain-Kreuzberg).

### Rozdělení

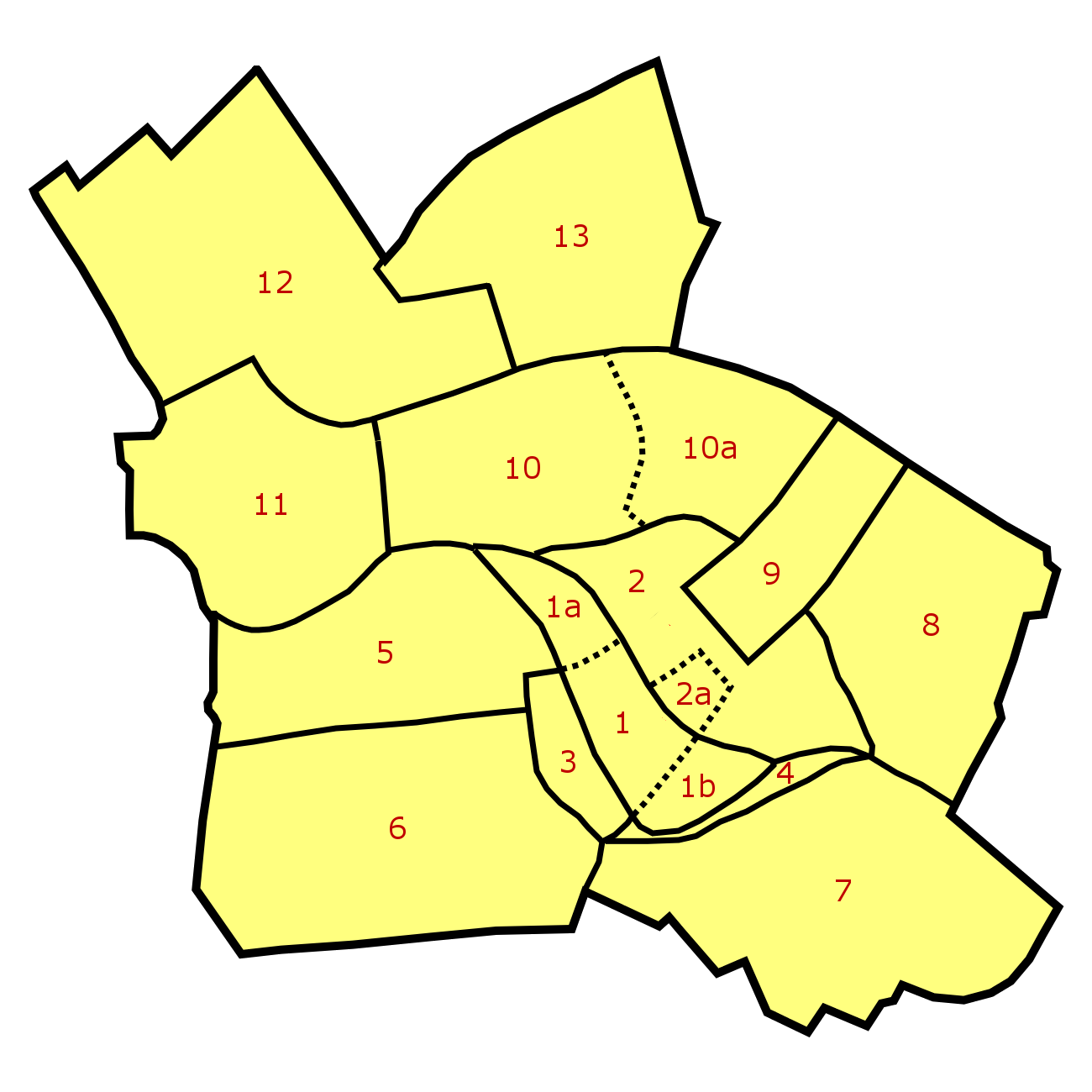
Zóny Mitte

Mitte se dělí na 13 zón nebo sousedství (Stadtviertel) (čísla odkazují na mapu vpravo):
- Alt-Kölln (1)
  - Ostrov muzeí (1a)
  - Fischerinsel (1b)
- Alt-Berlin (2)
  - Nikolaiviertel (2a)
- Friedrichswerder (3)
- Neukölln am Wasser (4)
- Dorotheenstadt (5)
- Friedrichstadt (6)
- Luisenstadt (7)
- Stralauer Vorstadt (8)
- Alexanderplatz (9)
- Spandauer Vorstadt (10)
  - Scheunenviertel (10a)
- Friedrich-Wilhelm-Stadt (11)
- Oranienburger Vorstadt (12)
- Rosenthaler Vorstadt (13)

## Hlavní památky

### Budovy a stavby
- Alte Bibliothek
- Stará národní galerie
- Staré muzeum
- Berlínská katedrála
- Berlínská státní opera
- Berliner Ensemble
- Braniborská brána
- Bodeho muzeum
- Spolková rada
- Checkpoint Charlie
- Deutscher Dom
- Berliner Fernsehturm
- Französischer Dom
- Friedrichswerdersche Kirche
- Humboldtova univerzita
- James-Simon-Galerie
- Konzerthaus Berlin
- Kunsthaus Tacheles
- Marienkirche
- Nová synagoga
- Nové muzeum
- Nikolaikirche
- Palác republiky
- Pergamonské muzeum
- Reichsluftfahrtministerium
- Rotes Rathaus
- Katedrála svaté Hedviky Slezské
- Sophienkirche
- Staatsratsgebäude
- Stadtschloß

### Místa, náměstí a ulice
- Alexanderplatz
- Bernauer Straße
- Friedrichstraße
- Gendarmenmarkt
- Karl-Marx-Allee
- Leipziger Straße
- Lustgarten
- Marx-Engels-Forum
- Ostrov muzeí
- Nikolaiviertel
- Oranienburger Straße
- Pariser Platz
- Potsdamer Platz
- Schloßplatz
- Unter den Linden

### Galerie

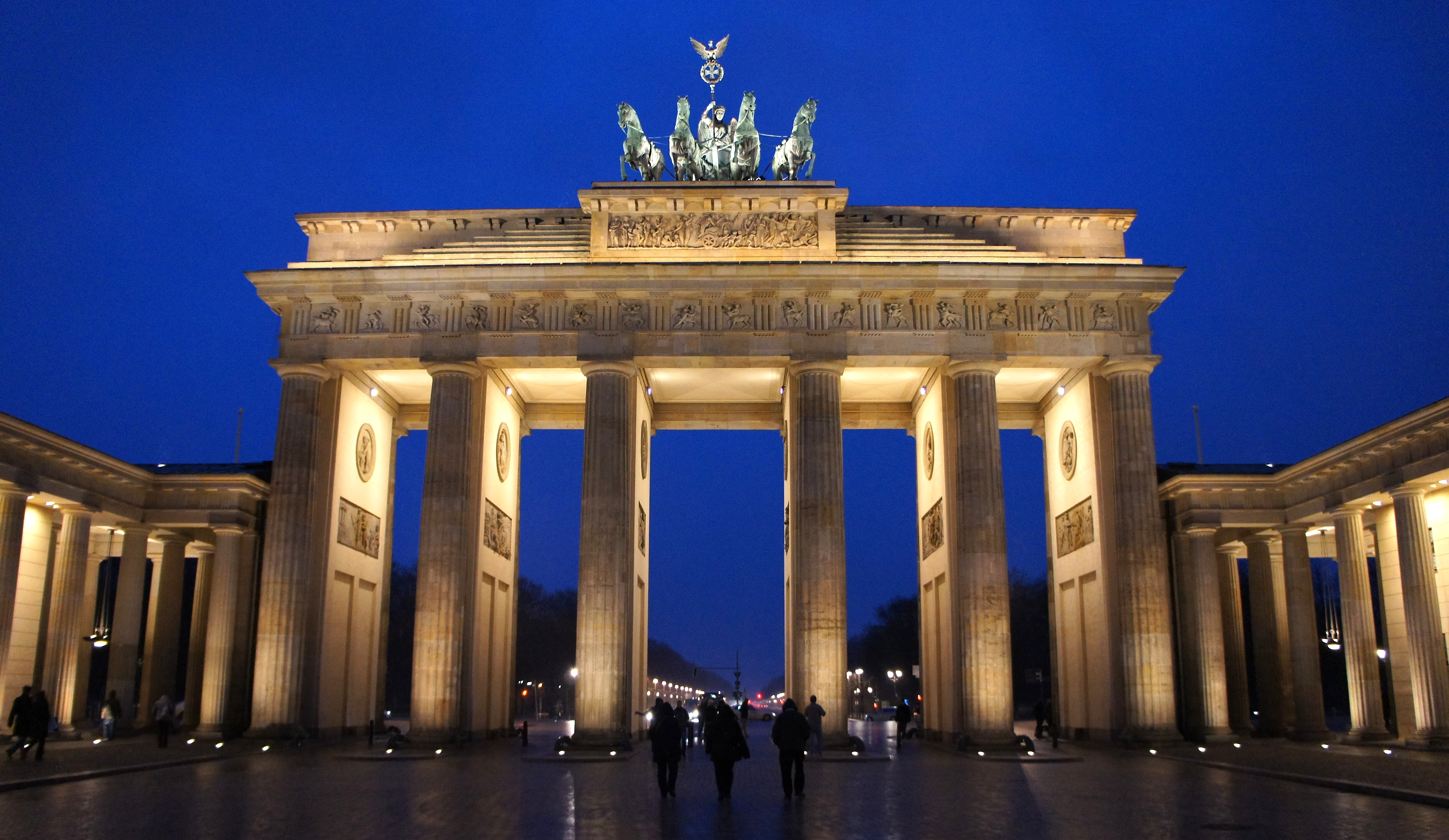
Brandenburská brána
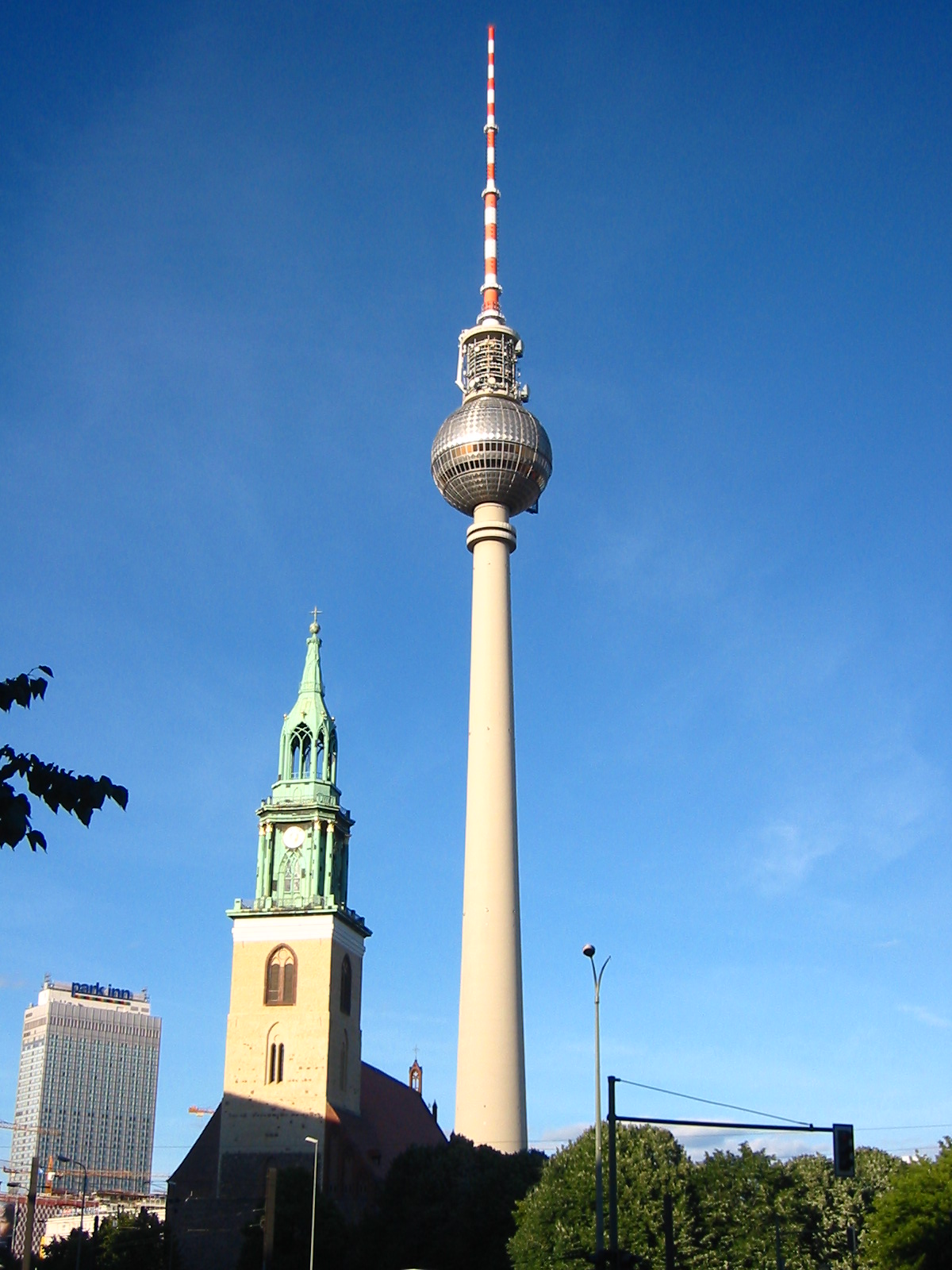
Fernsehturm
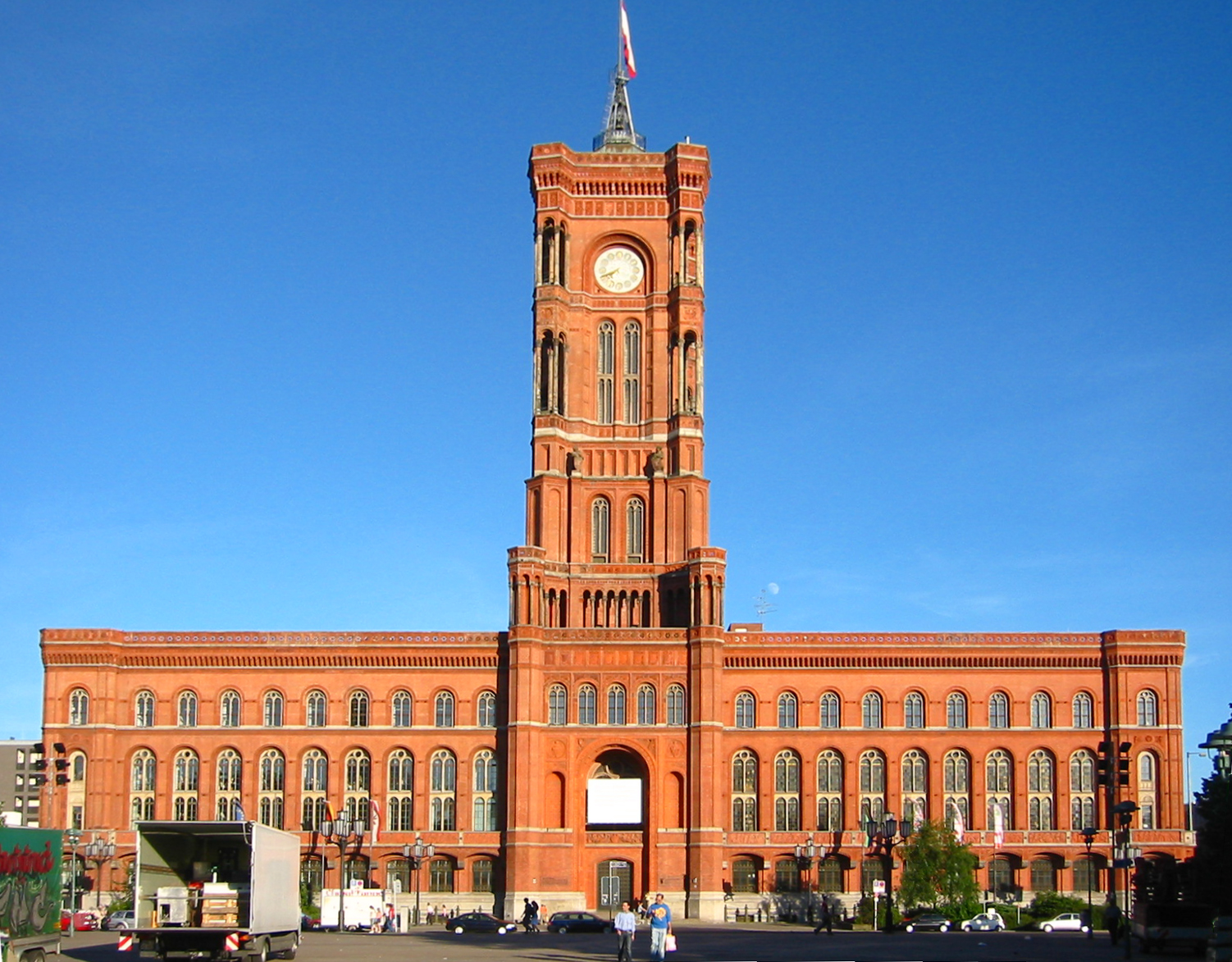
Rotes Rathaus
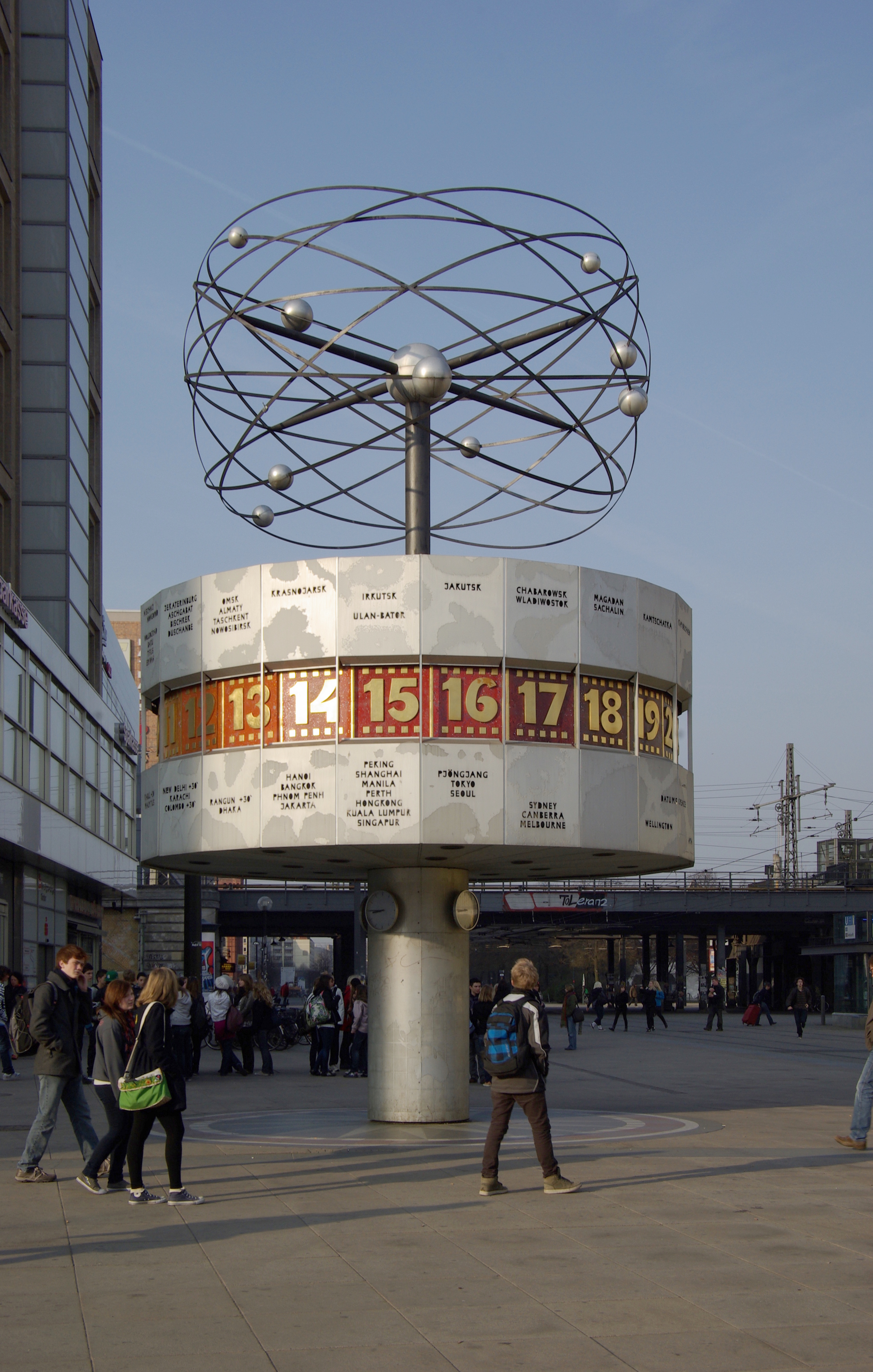
Hodiny světa na Alexanderplatzu
Berlínsky Dóm
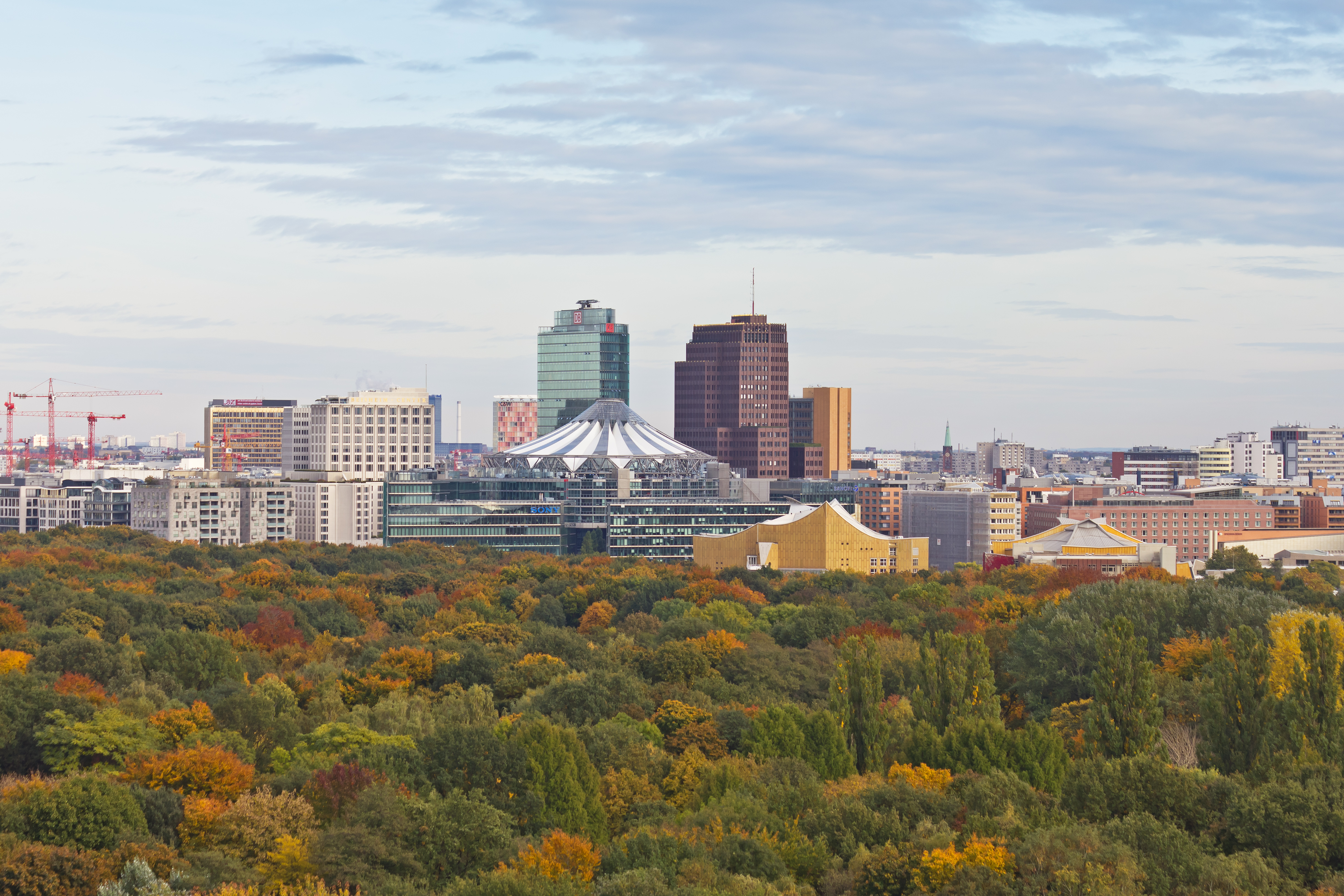
Potsdamer Platz
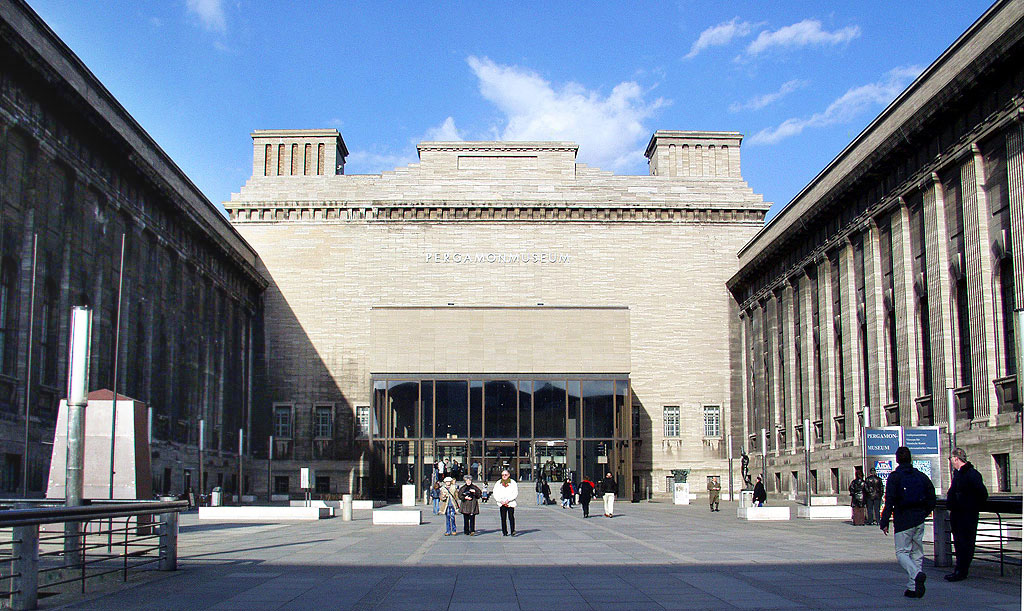
Pergamon Museum
Deutscher Dom
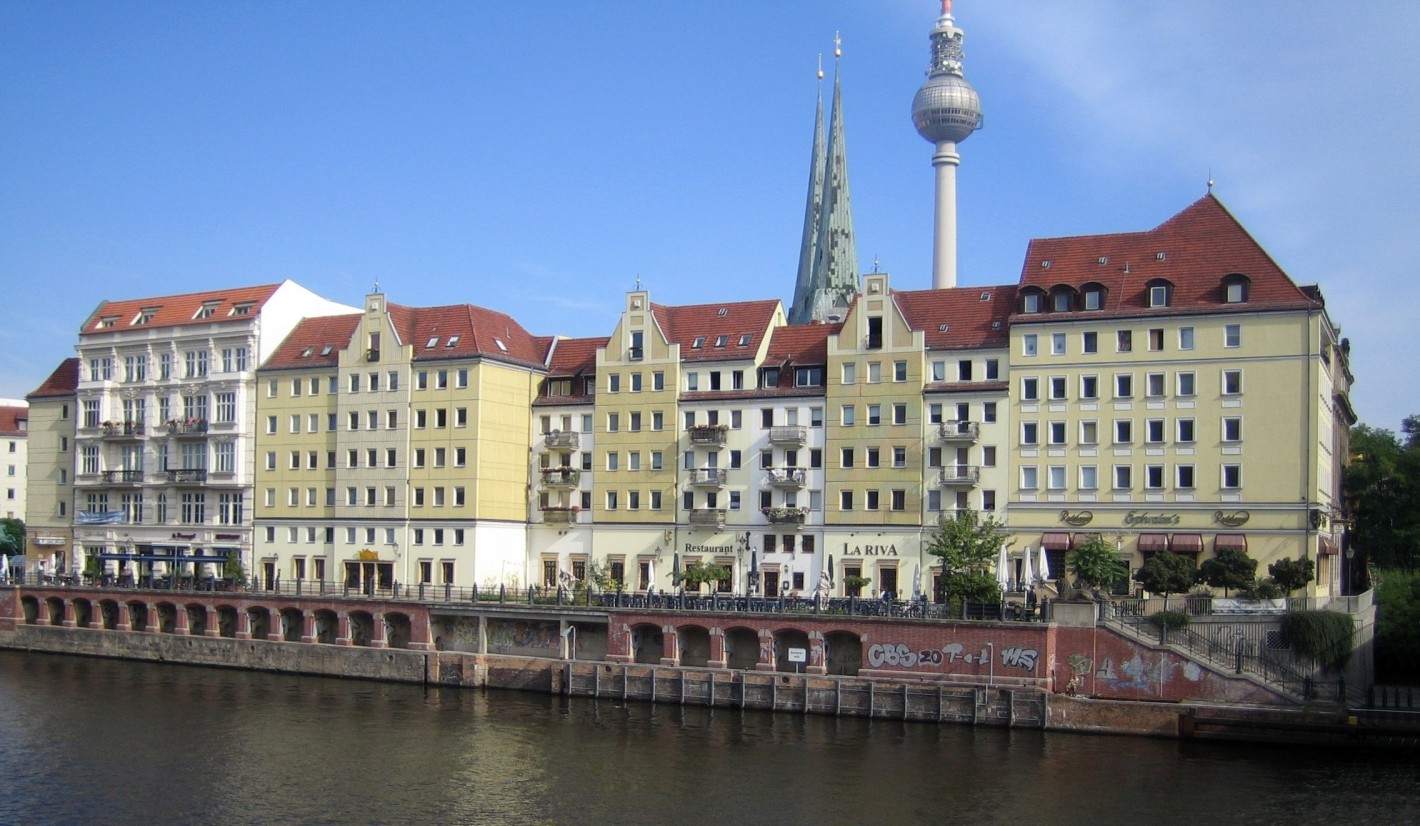
Nikolaiviertel
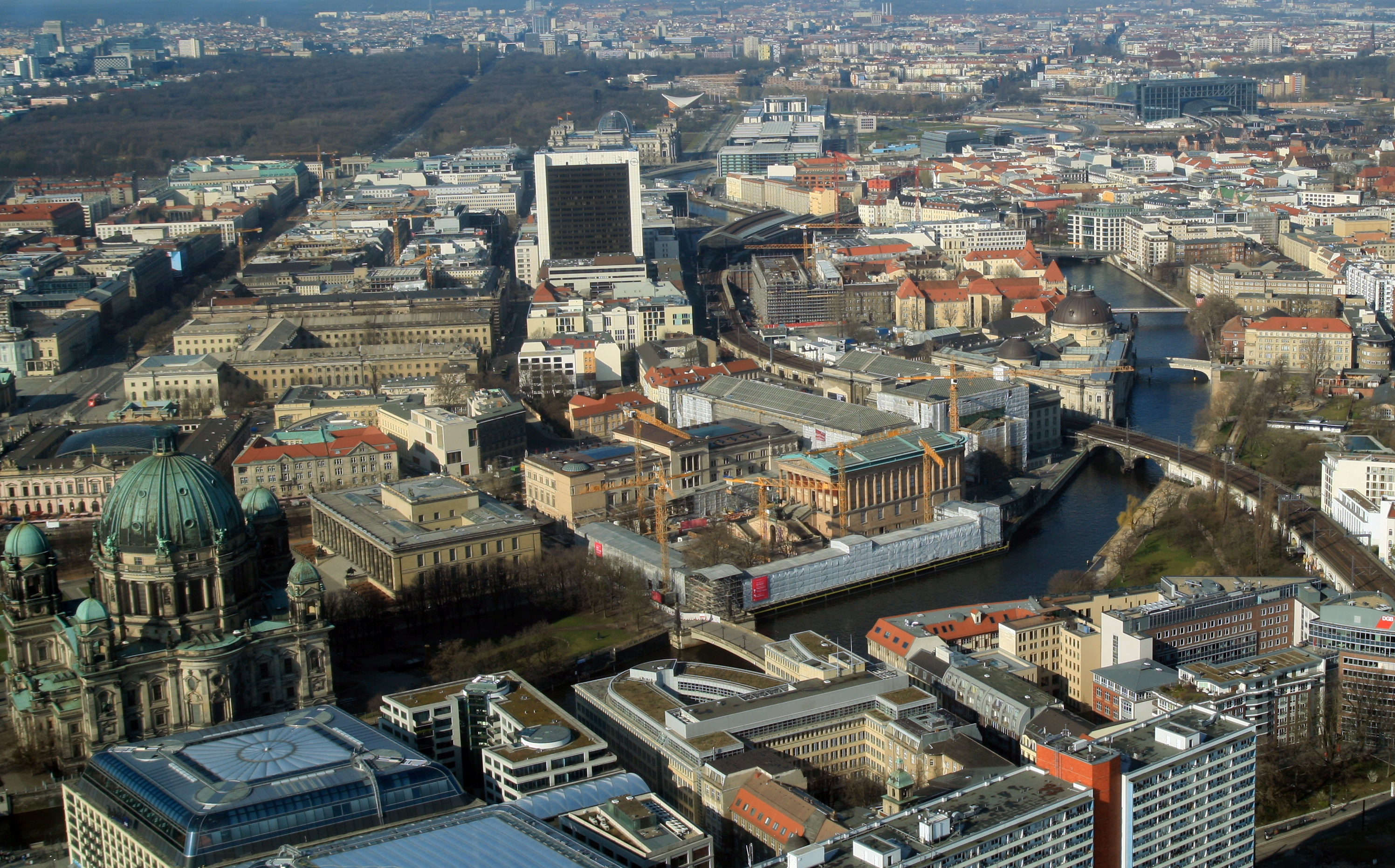
Museuminsel
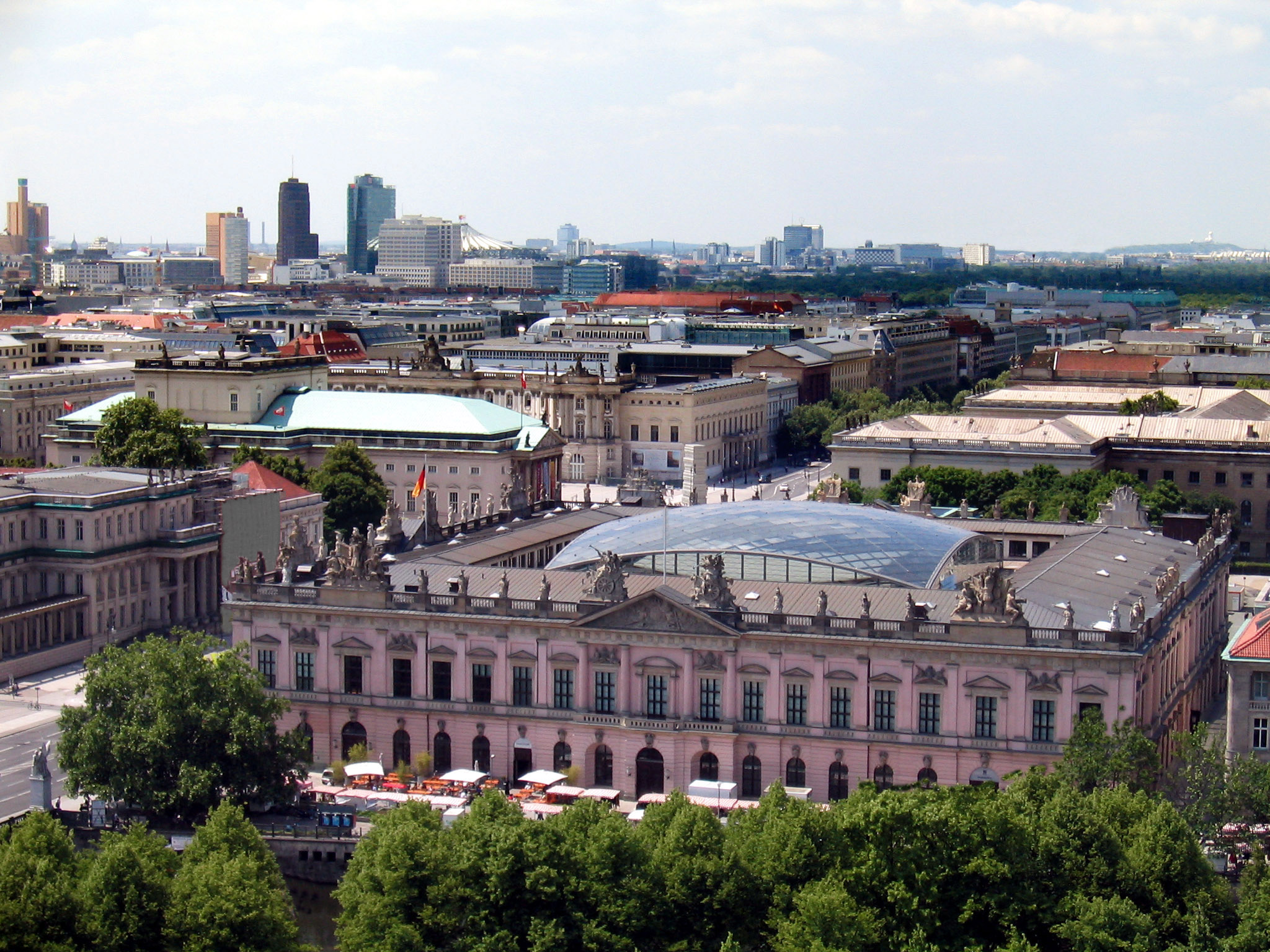
Unter den Linden
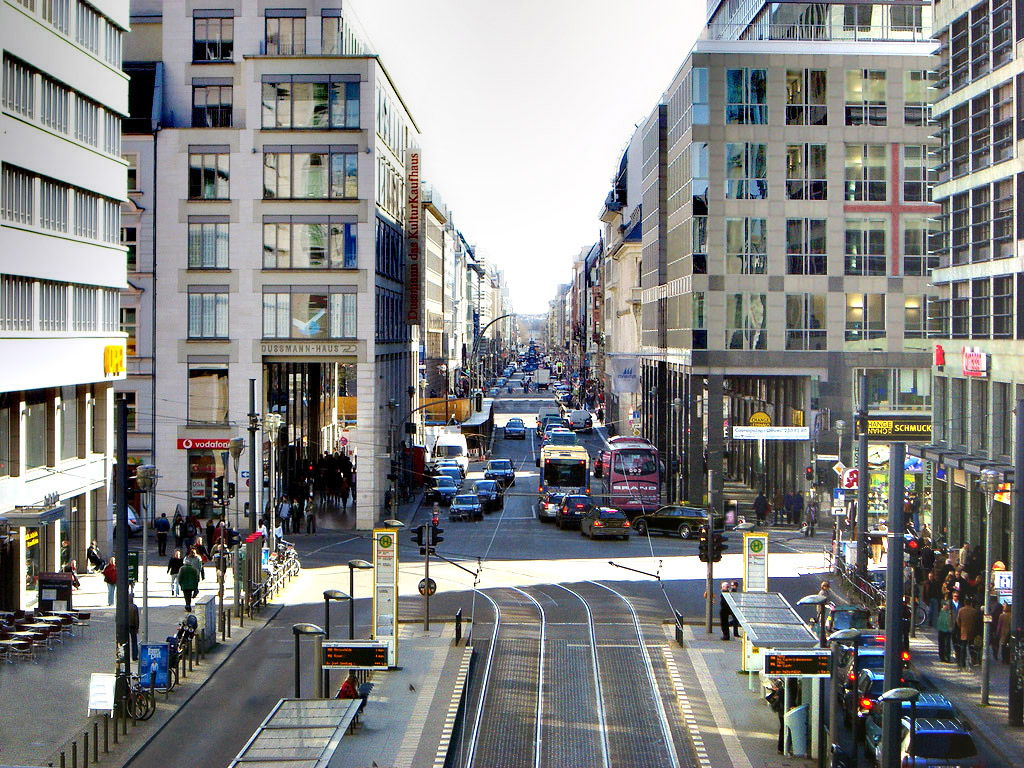
Friedrichstrasse
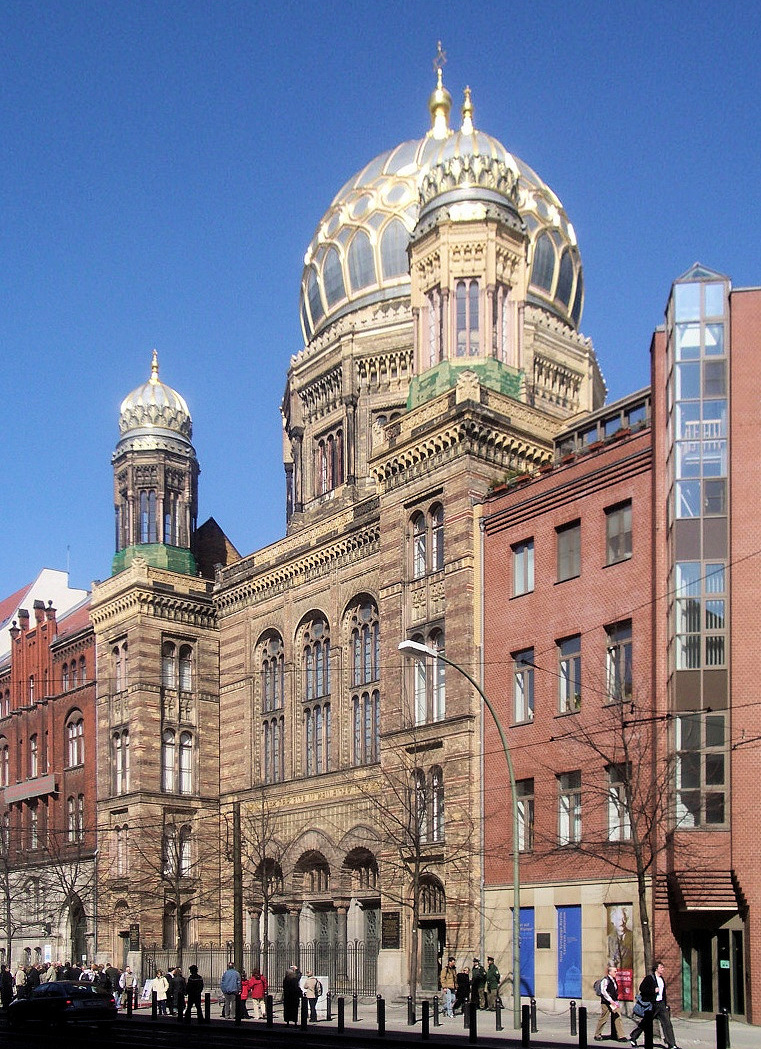
Neue Synagoge
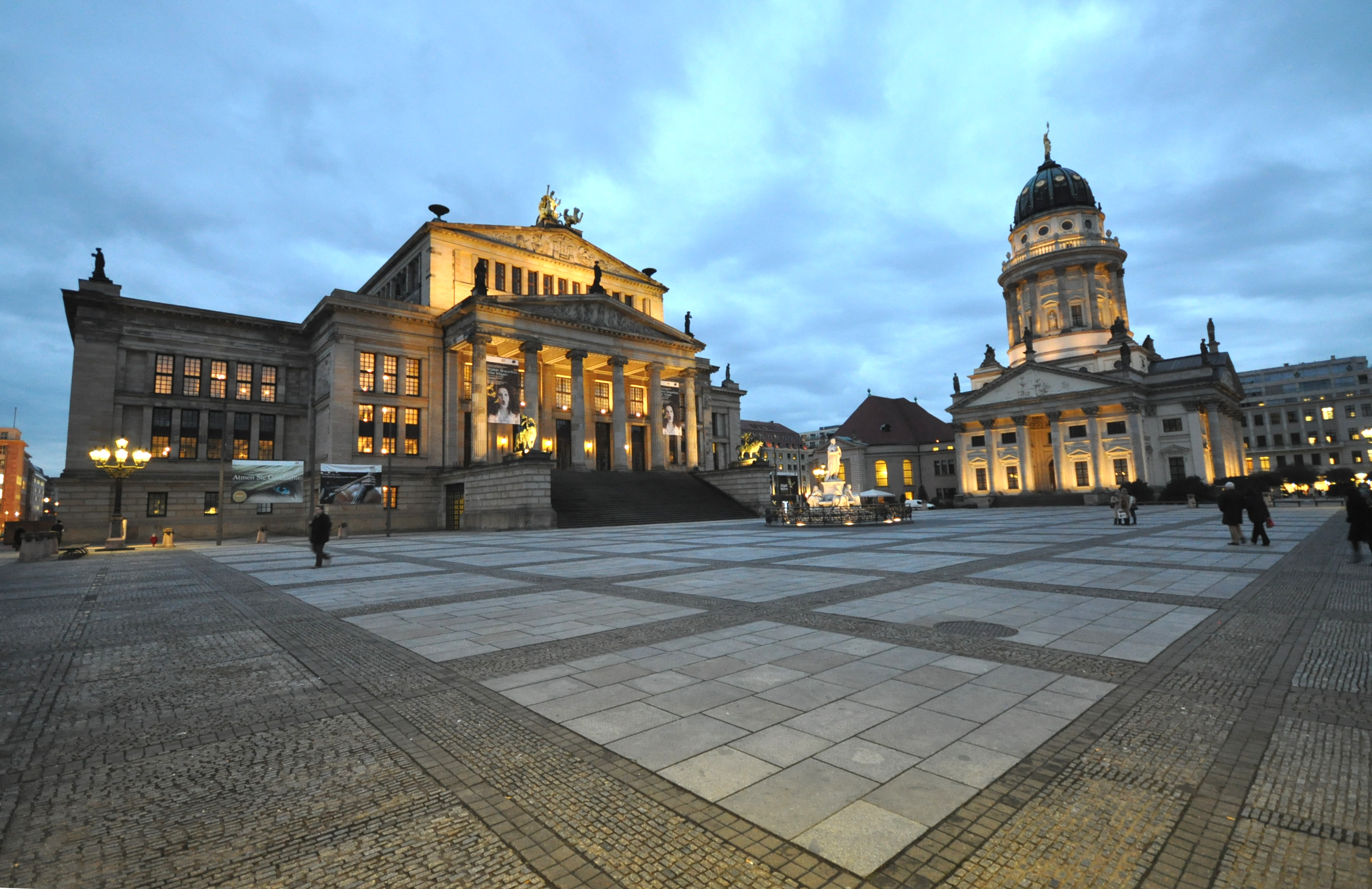
Französischer Dom a Konzerthaus na Gendarmenmarkt
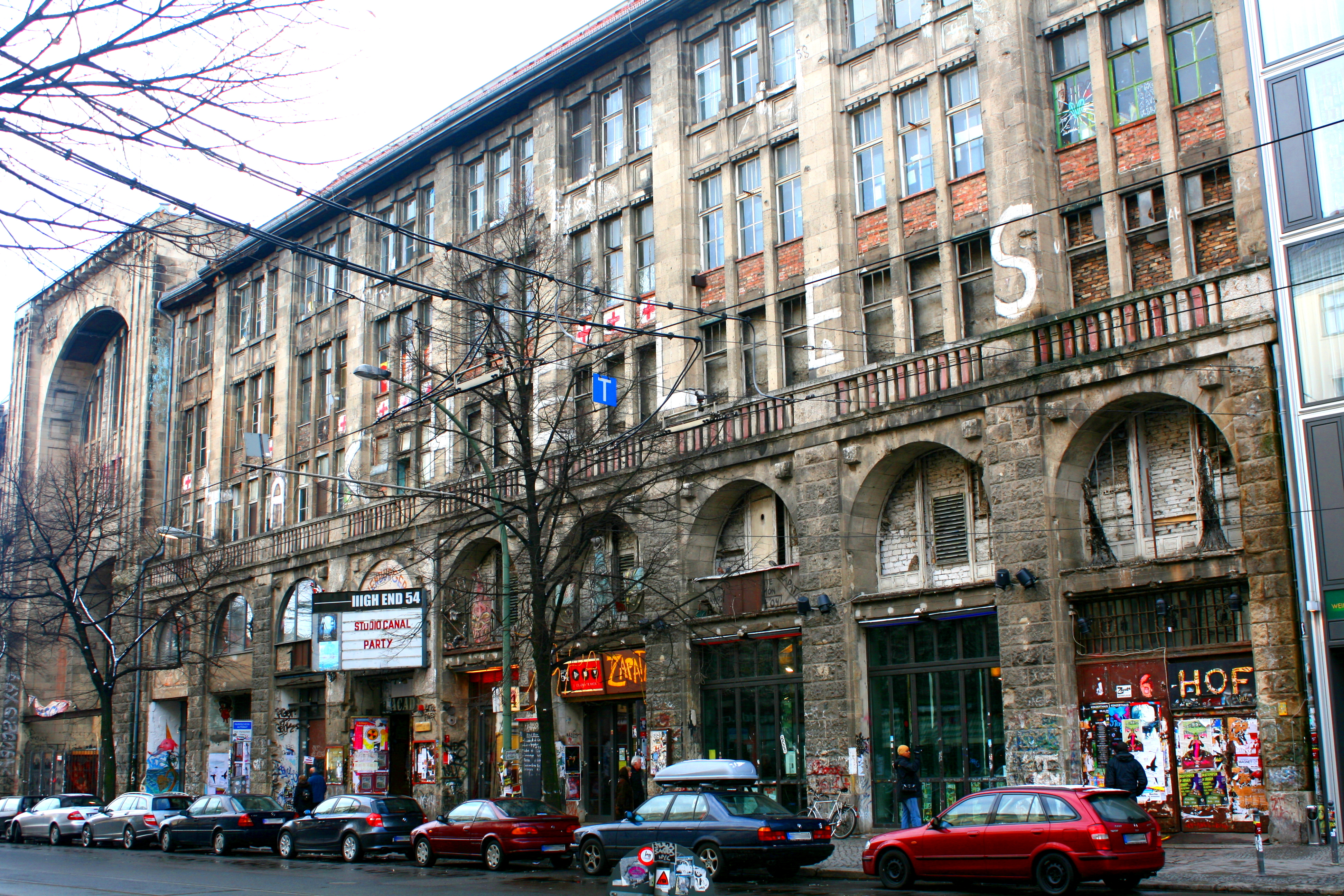
Kunsthaus Tacheles
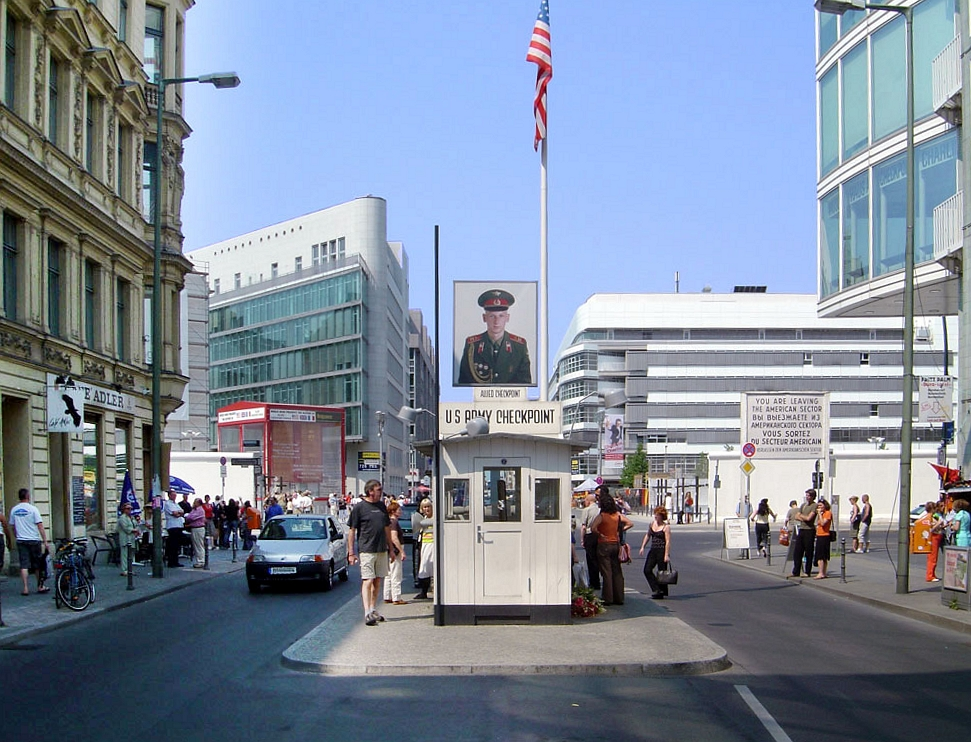
Checkpoint Charlie na Friedrichstrasse

## Doprava

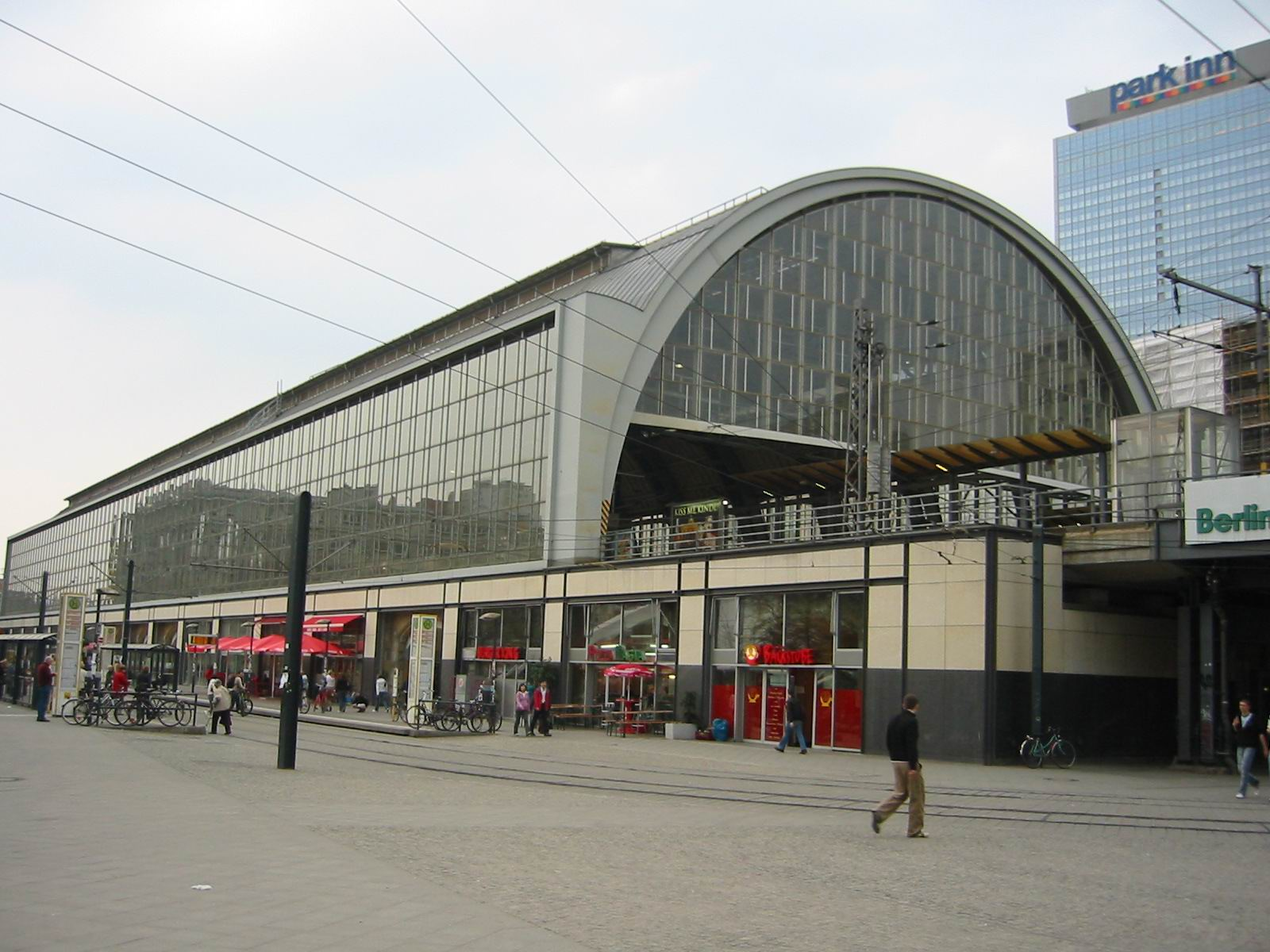
Nádraží Berlín Alexanderplatz

Část Mitte je obsluhována rychlodráhou linkami S5, S7, S75, S9, S1, S2, S25 a metrem, linkami U2, U5, U6 a U8, jakož i četnými tramvajovými a autobusovými linkami.

## Partnerská města
- Higašiósaka, Japonsko